# Перлето
Перлето (итал. Perletto) је насеље у Италији у округу Кунео, региону Пијемонт.
Према процени из 2011. у насељу је живело 64 становника. Насеље се налази на надморској висини од 453 м.

## Становништво
Према резултатима пописа становништва 2011. у општини је живело 305 становника.
| 1931. | 1936. | 1951. | 1961. | 1971. | 1981. | 1991. | 2001. | 2011. |
| ----- | ----- | ----- | ----- | ----- | ----- | ----- | ----- | ----- |
| 938   | 929   | 780   | 567   | 459   | 413   | 337   | 328   | 305   |